# Familienministerium
Ein Familienministerium ist ein Ministerium, das für die Familienpolitik eines Staates oder Gliedstaates zuständig ist. Der entsprechende Ressortleiter ist der Familienminister bzw. die Familienministerin.
Verwandt sind etwa Jugendministerium und Seniorenministerium, sonst finden sich Familienangelegenheiten meist an einem allgemeinen Sozialministerium; Verbindung besteht oft mit einem Gesundheitsministerium.

## Liste
- Minister: Titel des Amtes, allfällig Link auf eine Liste
- seit: Behörde besteht so seit / gegr.: eigenständiges Portefeuille geschaffen

| Land                     | Ministerium                                                                    | kurz    | seit | Portefeuilles und Anmerkungen                                                              | gegr.                     | Minister                                            |
| ------------------------ | ------------------------------------------------------------------------------ | ------- | ---- | ------------------------------------------------------------------------------------------ | ------------------------- | --------------------------------------------------- |
| Barbados                 | Ministry of Family, Culture, Sports and Youth                                  | MFCSY   | ?    | Familie, Kultur, Sport und Jugend                                                          | ?                         | Minister of Family                                  |
| Deutschland              | Bundesministerium für Bildung, Familie, Senioren, Frauen und Jugend            | BMBFSFJ | 2025 | Bildung, Familie, Senioren, Frauen und Jugend                                              | 1953 (Familienfragen)     | Bundesminister für Familien                         |
| Indien                   | Ministry of Health and Family Welfare                                          | MOHFW   | ?    | Gesundheit und Familienwohlfahrt                                                           | ?                         | Directorate General of Health Services (Dte.GHS)    |
| Kanada: British Columbia | Ministry of Children and Family Development                                    | MCF     | ?    | Jugend und Familienentwicklung                                                             | ?                         | Minister of Family Development                      |
| Malta                    | Ministry for the Family and Social Solidarity                                  | MFSS    | ?    | Gesundheit und Familienwohlfahrt                                                           | ?                         | Minister for the Family                             |
| Norwegen                 | Barne- og familiedepartementet                                                 | BFD     | ?    | Kinder und Familie                                                                         | ?                         | Barne- og familieminister                           |
| Österreich               | Bundesministerium für Arbeit, Familie und Jugend                               | BMAFJ   | 2020 | Arbeit, Familie, Jugend                                                                    | 1983 (Familie)            | Bundesminister für Familie (meist Familienminister) |
| Singapur                 | Ministry of Social and Family Development                                      | MSF     | 2012 | Soziale und Familienentwicklung; davor Ministry of Community Development, Youth and Sports | 2012 (Family Development) | Minister of Family Development                      |
| Slowenien                | Ministrstvo za delo, družino, socialne zadeve in enake možnosti                | MDDSZ   | 2013 | Arbeit, Familie, Soziale Angelegenheiten und Gleichstellung/Integration                    | 1993 (družino)            | Minister za družino                                 |
| Südkorea                 | 여성가족부/女性家族部 Yeoseonggajokbu (Ministry of Gender Equality and Family) | MOGEF   | ?    | Gleichstellung und Familie                                                                 | ?                         | 여성가족부 장관 auch: 여성부 장관                   |

## Andere Ansiedelungen des Familienressorts
- Schweiz: hat kein eigenständiges Familienministerium, da Familienpolitik gemäß Verfassung Sache der Kantone ist. Auf Bundesebene ist für Familienpolitik das Eidgenössische Departement des Innern zuständig.